# Premio Carl Sagan para la comprensión pública de la ciencia
El Premio Carl Sagan o Premio Carl Sagan para la comprensión pública de la ciencia (en inglés Carl Sagan Award for Public Understanding of Science) es un premio presentado por el Consejo de Presidentes de Sociedades Científicas (CSSP) de Estados Unidos entregado a educadores o investigadores que hayan destacado en divulgar los métodos y descubrimientos de la ciencia. El premio fue entregado por primera vez en 1994 al astrónomo Carl Sagan (1934-1996), que le dio nombre. El último premio se concedió en 2017.

## Premiados
- 1994 - Carl Sagan, Laboratory for Planetary Studies, Universidad de Cornell.
- 1994 - Edward Osborne Wilson, conservador, Museum of Comparative Zoology, Universidad de Harvard.
- 1995 - National Geographic Society y National Geographic Magazine: Gilbert Grosvenor y William Allen
- 1996 - PBS NOVA y Paula Apsell.
- 1997 - Bill Nye, creador de Bill Nye the Science Guy.
- 1998 - Alan Alda, John Angier, Graham Chedd, PBS Scientific American Frontiers.
- 1999 - Richard Harris; Ira Flatow, National Public Radio.
- 2000 - John Rennie, Scientific American.
- 2001 - John Noble Wilford, Science Times, The New York Times.
- 2002 - Philip Zimbardo, PBS Discovering Psychology.
- 2003 - Island Press.
- 2004 - Popular Science.
- 2005 - Nicolas Falacci y Cheryl Heuton, creadores de Numb3rs.
- 2006 - Court TV.
- 2007 - Ken Weiss y Usha McFarling, Los Angeles Times.
- 2009 - Thomas Friedman, Autor, New York Times.
- 2010 - Sylvia Earle, National Geographic Society.
- 2013 - Bassam Shakhashiri, American Chemical Society.
- 2017 - Charles F. Bolden, Jr.
- 2018 - Steven Pinker
- 2019 - William S. Hammack